# Reichsmarineamt

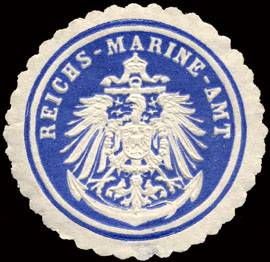
Siegelmarke des Reichsmarineamtes

Das Reichsmarineamt war eine Reichsbehörde im Deutschen Kaiserreich, die 1889 aus der Kaiserlichen Admiralität hervorging. Seine Leitung oblag einem Staatssekretär. Es war als Immediatbehörde dem Kaiser direkt unterstellt, unterlag also nicht der Verantwortlichkeit gegenüber dem Parlament mit Ausnahme der Haushaltsbewilligung.
Die dem Staatssekretär nachgeordneten Leiter waren Vortragende Räte mit dem Rang der Räte I.–III. Klasse. Ihre Titel waren: Wirklicher Geheimer Admiralitätsrat, Geheimer Admiralitätsrat und Wirklicher Admiralitätsrat. Die Personalangelegenheiten wurden vom Chef des Marinekabinetts erledigt.

## Funktion und Aufgaben
Das Reichsmarineamt hatte die Funktion eines Ministeriums für die Kaiserliche Marine. Gemäß der Reichsverfassung von 1871 waren die Bundesstaaten für die Landstreitkräfte und das Reich für die Marine zuständig. Es gab also eine preußische, bayerische, sächsische und württembergische Armee und daneben eine Kaiserliche Marine. Nur diese und die Schutztruppe waren Reichsbehörden.
Die Aufgaben des Reichsmarineamts waren vorwiegend administrativer Art. Ihm waren die Kaiserlichen Werften in Danzig, Kiel und Wilhelmshaven, die Marine-Bildungsanstalten und die Deutsche Seewarte in Hamburg unterstellt. Für Veröffentlichungen wurde seit 1870 das Marineverordnungsblatt benutzt. Im Jahre 1897 wurde die Nachrichtenabteilung des Reichsmarineamtes (Abt. N) eingerichtet. Es diente der Informationsbeschaffung, der Kriegspropaganda und sollte das Interesse für das militärische und zivile Seewesen in der deutschen Öffentlichkeit wecken. Dem Staatssekretär Alfred von Tirpitz unterstand es direkt. Mit Nutzung dieses Büros sicherte er sich bis 1917 das Nachrichtenmonopol im Reichsmarineamt.
Die operative Führung der Kaiserlichen Marine, die unter dem direkten Oberbefehl des Kaisers stand, oblag dem Oberkommando, später dem Chef der Hochseeflotte, den Stationskommandos und anderen selbständigen Verbänden wie dem Ostasiengeschwader.
Das Reichsmarineamt übernahm 1898 auch die Verwaltung über den Pachthafen Kiautschou – und nicht das ansonsten zuständige Reichskolonialamt. An der Spitze des Schutzgebietes stand als Gouverneur ein Marineoffizier, der direkt dem Staatssekretär verantwortlich war. Während des Ersten Weltkriegs gab das Reichsmarineamt die Verlustliste der Kaiserlichen Marine heraus.
Nach dem Ende des Krieges und der Kaiserlichen Marine wurden die Aufgaben des Reichsmarineamts ab dem 26. März 1919 vorübergehend wieder von der Admiralität, ab 15. September 1920 von der Marineleitung übernommen.

## Dienstgebäude

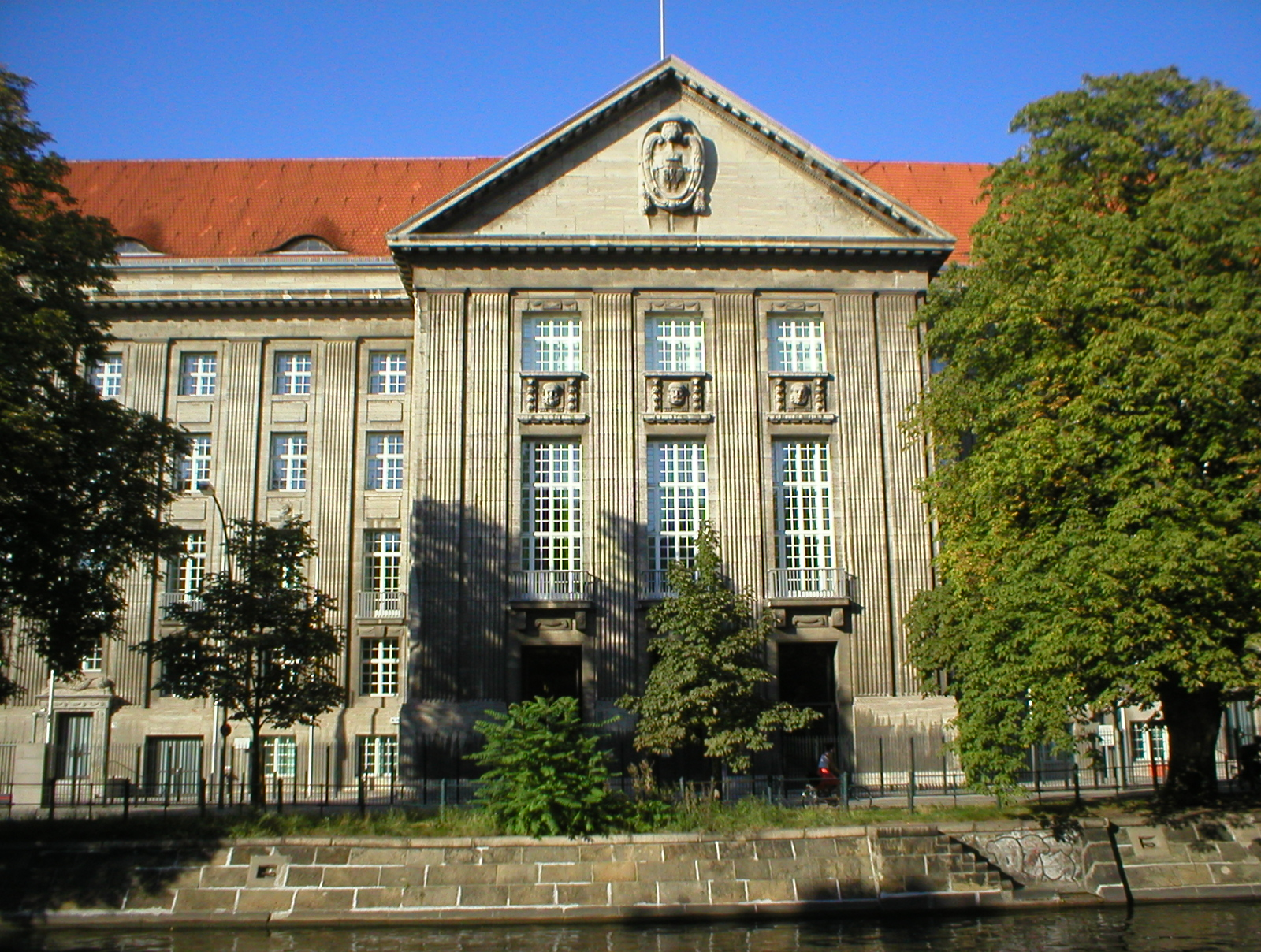
Repräsentationsfront des Reichsmarineamts am Landwehrkanal

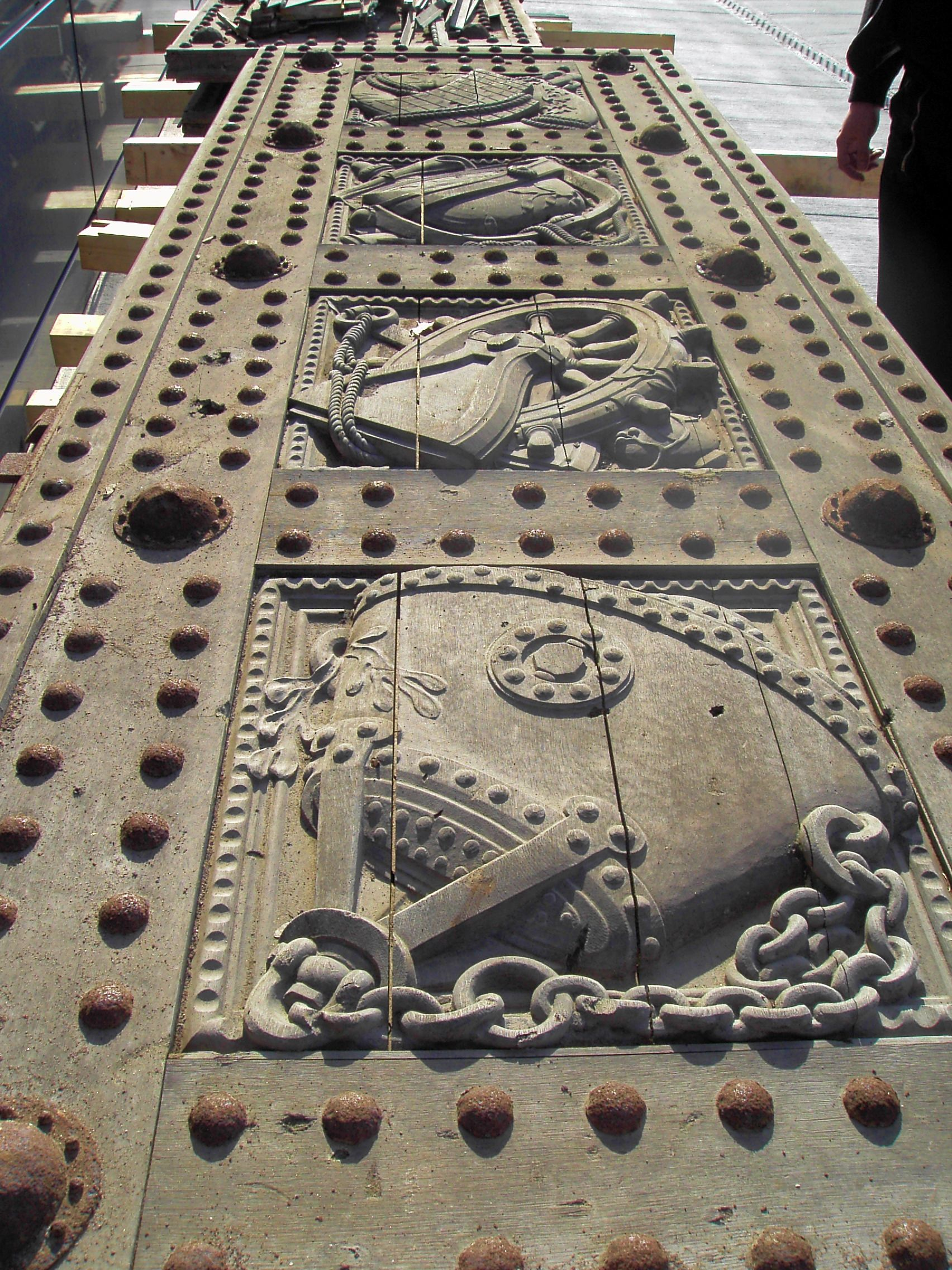
Türblatt des Reichsmarineamts

Das Reichsmarineamt erhielt in Berlin an der vornehmeren Adresse Leipziger Platz 13 gegenüber dem Herrenhaus ein Dienstgebäude. Es lag an der nordöstlichen Schrägseite des Platzes. Als Voßstraße 24 hatte es einen Hintereingang, der auch Anschrift für das Oberkommando der Marine war.
Ab 1911 baute man einen Kilometer westlich in der Königin-Augusta-Straße (ab 1933: Tirpitzufer, heute Reichpietschufer) am nördlichen Ufer des Landwehrkanals einen großen Neubau („Bendlerblock“), in den ab 1914 Reichsmarineamt und die anderen Dienststellen der Marine in Berlin zogen. 1926/1927 wurde das Gebäude am Leipziger Platz abgerissen zugunsten der Erweiterung des Kaufhauses Wertheim.
Die Türen des Reichsmarineamtes werden im Militärhistorischen Museum der Bundeswehr bewahrt. Die Reliefs der repräsentativen Türen zeigen maritime Motive wie Signalflaggen, Fernrohr, Anker und Taucher, Nachrichtentechnik und Kampfmittel.

## Staatssekretäre
| Name                                      | Amtsantritt    | Ende der Amtszeit |
| ----------------------------------------- | -------------- | ----------------- |
| Karl Eduard Heusner                       | 1889           | 1890              |
| Friedrich von Hollmann                    | 1890           | 1897              |
| Alfred von Tirpitz                        | 1897           | 1916              |
| Eduard von Capelle                        | 1916           | 1918              |
| Paul Behncke                              | 1918           | 1918              |
| Ernst Karl August Klemens Ritter von Mann | 1918           | 1919              |
| Maximilian Rogge                          | 9. Januar 1919 | 3. Februar 1919   |

## Gliederung (Auswahl)
August 1914
- Zentralabteilung (M)
  - Bibliothek
  - Druckschriftverwaltung (D.V.)
- Allgemeines Marinedepartement (A)
  - Militärische Abteilung (A I)
  - Abteilung für Justiz- und Versorgungsangelegenheiten (A II)
  - Sektion für Mobilmachungsangelegenheiten (A IV)
  - Abteilung für militärische Fragen der Schiffskonstruktion (A V)
  - Seetransportabteilung (A VI S)
- Werftdepartement (B), vormals Technisches Department
  - Dezernat für Personalien und Betriebsbeamten der Werften (B I)
  - Dezernat für Schiffsausrüstung (B II)
  - Dezernat für Instandhaltung der Schiffe und Schiffbaubetrieb (B III)
  - Dezernat für Instandhaltung der Schiffsmaschinen und Schiffsmaschinenbaubetriebe (B IV)
  - Abteilung für Torpedowesen und Funkentelegraphie (B V)
  - Dezernat für Verwaltung der zum Neubau von Torpedo- und Unterseebooten bestimmten Mittel (B VI)
  - Abteilung für Werftverwaltungsanlegenheiten (B VII)
  - Dezernat für Land- und Wasserbauwerke (B VIII)
  - Dezernat für Minen- und Sperrwesen (B IX)
  - Abteilung für Luftfahrwesen
- Verwaltungsdepartement (C)
  - Abteilung für Unterkunftsangelegenheiten (U)
  - Abteilung für Verwaltungsangelegenheiten (V)
- Etatsdepartement (E)
  - Etatsabteilung
  - Pensionsabteilung
  - Kiautschouabteilung (ehemals A III)
- Medizinalabteilung (G)[A 1]
- Nautisches Departement (H)
- Justitiariat (J)[A 1]
- Konstruktionsdepartement (K)
  - Abteilung für Schiffsbauangelegenheiten (K I)
  - Abteilung für Maschinenbauangelegenheiten (K II)
  - Dezernat für Probefahrten und militärische Angelegenheiten (K III)
  - Dezernat für Verwaltung der zu Schiffsneubauten bestimmten Mittel (K IV)
- Nachrichtenbureau (N)
- Waffendepartement (W)
  - Abteilung für Artillerie- und Handwaffenkonstruktion (W I)
  - Abteilung für Aufstellung und Behandlung des Artilleriematerials an Bord (W II)
  - Dezernat für Angelegenheiten der Küstenbefestigungen und der Artilleriedepots (W III)
  - Dezernat für Artillerie-Verwaltungsangelegenheiten (W IV)
- Marine-Attachés

Mitte Oktober 1914
- Zentralabteilung (M)
  - Bibliothek
  - Druckschriftverwaltung (D.V.)
- Allgemeines Marinedepartement (A)
  - Militärische Abteilung (A I)
  - Abteilung für Justiz- und Versorgungsangelegenheiten (A II)
  - Sektion für Mobilmachungsangelegenheiten (A IV)
  - Seetransportabteilung (A VI S)
- Werftdepartement (B)
  - Abteilung für Torpedowesen und Funkentelegraphie (B V)
  - Dezernat für Minen- und Sperrwesen (B IX)
  - Abteilung für Luftfahrwesen
- Verwaltungsdepartement (C)
- Konstruktionsdepartement (K)
- Etatsdepartement (E)
  - Pensionsabteilung
  - Kiautschouabteilung
- Medizinalabteilung (G)
- Nautisches Departement (H)
- Justitiariat (J)
- Nachrichtenbureau (N)

- Waffendepartement (W)
  - Abteilung für Artillerie- und Handwaffenkonstruktion (W I)
  - Abteilung für Aufstellung und Behandlung des Artilleriematerials an Bord (W II)
  - Dezernat für Angelegenheiten der Küstenbefestigungen und Artilleriedepots (W III)
- Zentralnachweisbureau
- Marine-Attachés

Mai 1916
- Zentralabteilung (M)
  - Bibliothek
  - Druckschriftverwaltung (D.V.)
- Allgemeines Marinedepartement (A)
  - Militärische Abteilung (A I)
  - Abteilung für Justiz- und Versorgungsangelegenheiten (A II)
  - Abteilung für Mobilmachung, militärische Fragen des Seerechts und militärische Nebeninteressen der Marine (A IV)
  - Abteilung für militärische Fragen der Schiffskonstruktion und der Waffenausbildung (A V)
  - Seetransportabteilung (A VI S)
  - Zentralnachweisebureau
  - Fabrikenkommission (A.F.), 1916 umbenannt in Fabrikenabteilung
- Werftdepartement (B)
  - Dezernat für Personalien der technischen und Betriebsbeamten der Abteilung für Torpedowesen und Werften (B I)
  - Dezernat für Schiffsausrüstung (B II)
  - Funkentelegraphie (B V)
  - Dezernat für Minen und Sperrwesen (B IX)
  - Dezernat für technische Versuche
  - Abteilung für Luftfahrtwesen
- Verwaltungsdepartement (C)
  - Leiter der Kriegsabnahme und Verteilungsstelle für Marine-Bekleidung
- Etatsdepartement (E)
  - Etatsabteilung
  - Pensionsabteilung
  - Kiautschouabteilung
- Medizinalabteilung (G)
- Nautisches Departement (H)
- Justitiariat (J)
- Konstruktionsdepartement (K)
- Nachrichtenbureau (N)

- Waffendepartement (W)
  - Abteilung für Artillerie- und Handwaffenkonstruktion (W I)
  - Abteilung für Aufstellung und Behandlung des Artilleriematerials an Bord (W II)
  - Dezernat für Angelegenheiten der Küstenbefestigungen und Artilleriedepots (W III)
- Marine-Attachés

Ende des Krieges 1918
- Zentralabteilung (M)
  - Bibliothek
  - Druckschriftverwaltung
- Allgemeines Marinedepartement (A)
  - Militärische Abteilung (A I)
  - Abteilung für Justiz- und Versorgungsangelegenheiten (A II)
  - Abteilung für Mobilmachung, militärische Fragen des Seerechts und militärische Nebeninteressen der Marine (A IV)
  - Abteilung für militärische Fragen der Schiffskonstruktion und der Waffenausbildung (A V)
  - Seetransportabteilung (A VI S)
  - Zentralnachweisebureau
- Werftdepartement (B)
  - Dezernat für Schiffsausrüstung (B II)
  - Abteilung für Torpedowesen (B V)
  - Dezernat für Personalien der technischen höheren Beamten der Werften
  - Dezernat für Personalien der mittleren und unteren technischen und Betriebsbeamten der Werften
  - Dezernat für technische Versuche und Funkentelegraphie
  - Fabrikenabteilung
  - Industrieabteilung
  - Unterseebootsamt (UA)
  - Abteilung für Unterseebootswesen
  - Abteilung für Luftfahrtwesen
- Verwaltungsdepartement (C)
  - Leiter der Kriegsabnahme und Verteilungsstelle für Marine-Bekleidung
- Etatsdepartement (E)
  - Etatsabteilung
  - Pensionsabteilung
  - Kiautschouabteilung
- Medizinalabteilung (G)
- Nautisches Departement (H)
- Justitiariat (J)
- Konstruktionsdepartement (K)
- Nachrichtenbureau (N)

- Waffendepartement (W)
  - Abteilung für Artillerie- und Handwaffenkonstruktion (W I)
  - Abteilung für Aufstellung und Behandlung des Artilleriematerials an Bord (W II)
  - Dezernat für Angelegenheiten der Küstenbefestigungen und Artilleriedepots (W III)
  - Dezernat für Minen-, Sperr- und Sprengwesen
- Marine-Attachés

## Medizinalabteilung (G)
Die Medizinalabteilung (G) hatte zur Aufgabe das Sanitätswesen der Marine zu unterstützen und u. a. das Sanitätsoffizierkorps und die -beamten zu betreuen.
Mit der Aufstellung im Juni 1892 übernahm der Oberstarzt/Generalarzt Carl Wenzel bis Mitte August 1896 die Führung der Medizinalabteilung. Ab 1896 war der Marine-Generalarzt Hermann Gutschow Vorstand der Medizinalabteilung.